# Wuilker Faríñez
Wuilker Faríñez Aray (Caracas, 15 de fevereiro de 1998) é um futebolista venezuelano que atua como goleiro. Atualmente joga no Águilas Doradas, emprestado pelo Caracas.

## Títulos
Millonarios
- Superliga Colombiana: 2018